# Rosanna Fratello
Rosanna Fratello (* 26. března 1951 San Severo) je italská zpěvačka a herečka.
Její skladba „Se t’amo t’amo” je originálem cover verze Michala Davida „Colu, pijeme colu“ (1983).

## Životopis
Narodila se v San Severo v provincii Foggia. Jako zpěvačka se objevila v roce 1969 na hudebním festivalu v Sanremo s písní „Il treno”. Svůj první komerční úspěch získala s písní „Non sono Maddalena”.
V roce 1971 debutovala jako herečka ve filmu Sacco a Vanzetti. Za svůj výkon získala Stříbrnou stuhu jako nejlepší herečka. Dále hrála v kriminálkách Černá ruka (1973) a La legge violenta della squadra anticrimine (1976).
V roce 1972 se dostala na vrchol hitparády se skladnou „Sono una donna, non sono una santa”. Následující roky experimentovala s různými styly jako disco, folk a Italo disco a účastnila se řady festivalů, ale již se jí nepodařilo úspěch zopakovat.
V roce 1985 se přidala k hudebnímu projektu „Ro Bo T” s Bobbym Solo a Little Tonym. V roce 1994 se vrátila na hudební festival v Sanremo se superskupinou Squadra Italia.